# Clifford (Devon)
Clifford – przysiółek w Anglii, w hrabstwie Devon. Clifford jest wspomniana w Domesday Book (1086) jako Cliford(e)/Cliforda/Clifort.